# Siam Shade VIII B-Side Collection
Siam Shade VIII B-Side Collection é uma coletânea da banda japonesa Siam Shade, contendo todas as suas b-sides - músicas que não entraram nos discos anteriores -; algumas inclusive sendo remixadas. O disco foi lançado em 30 de janeiro de 2002.

## Desempenho comercial
Alcançou a 17ª posição na Oricon Albums Chart, ficando na parada por duas semanas.

## Faixas
| #  | Título                                        | Letra                | Música |
| -- | --------------------------------------------- | -------------------- | ------ |
| 1  | Prayer                                        | Hideki               | Daita  |
| 2  | I Believe                                     | Hideki               | Hideki |
| 3  | Makin' Your Life                              | Kazuma               | Kazuma |
| 4  | D.D.D.                                        | Hideki               | Natin  |
| 5  | Buranko                                       | Hideki               | Daita  |
| 6  | D.Z.I.                                        | Hideki               | Daita  |
| 7  | Crime                                         | Kazuma               | Kazuma |
| 8  | Young, Younger, Youngest                      | Kazuma               | Kazuma |
| 9  | Happy?                                        | Kazuma               | Kazuma |
| 10 | Blue Fang                                     | Hideki               | Hideki |
| 11 | Jidai da Toka Ryuukou da Toka Yoku Wakanee... | Junji                | Junji  |
| 12 | Jumping Junkie                                | Hideki               | Hideki |
| 13 | Get Out                                       | Hideki; Tim Jensen   | Daita  |
| 14 | Over the Rainbow                              | Kazuma               | Kazuma |
| 15 | Risk                                          | Hideki; Matsui Gorou | Hideki |

### Canções Remixadas
As músicas Prayer, I Believe, Makin' Your Life, D.Z.I, Over the Rainbow e Risk foram remasterizadas para esta coletânea. A canção Risk é a única que já foi single.